# 稲垣悟
稲垣 悟（いながき さとる、1955年4月15日 - ）は、日本の男性声優。

## 人物
以前は劇団東芸、アーツビジョンに所属していた。

## 出演作品

### テレビアニメ
1980年
- タイムパトロール隊オタスケマン
- 宇宙戦艦ヤマトIII（幕之内勉）

1982年
- 手塚治虫のドン・ドラキュラ
- 一ツ星家のウルトラ婆さん（亀田巡査）

1987年
- 赤い光弾ジリオン（店長）
- ミスター味っ子
- マシンロボ ぶっちぎりバトルハッカーズ（カリアゲン）

1988年
- 燃える!お兄さん（国宝憲吉（若い頃））

### アニメスペシャル
1988年
- がんばれ!盲導犬サーブ（アナウンサー）

### 劇場アニメ
1981年
- キャプテン（塁審）

1982年
- テクノポリス21C（高木望）

1988年
- AKIRA

### オリジナルアニメ
1987年
- 真魔神伝 バトルロイヤルハイスクール（三坂）
- ロボットカーニバル（男A）
- メタルスキンパニック MADOX-01（司令室オペレーター）

1988年
- 宇宙の戦士（ボス）

1989年
- 銀河英雄伝説（コンラート・リンザー）
- かいけつゾロリ（イシシ）

1990年
- 100% A Hundred Percents